# マイクロン (トランスフォーマー)
マイクロン（英名：Mini-Con）は、『トランスフォーマー』シリーズに登場する架空のキャラクター。

## 概要
主に『超ロボット生命体トランスフォーマー マイクロン伝説』『トランスフォーマー スーパーリンク』『トランスフォーマー ギャラクシーフォース』の三作品に登場する小型トランスフォーマーの総称である。このため、日本では上記3作品をマイクロン三部作と呼ぶ場合がある（もしくはユニクロン三部作（Unicron Trilogy）の名称が与えられている ）。
通常のトランスフォーマー同様、乗り物からロボットへの変形機構を持つほか、中～大型トランスフォーマーとの合体をさせることも出来、キャラクターによっては合体させることでさらなるギミックが展開するものもある。小型での変形機能はG1シリーズのマイクロトランスフォーマーを、中・大型TFとの連動はG1シリーズのヘッドマスターやターゲットマスターをそれぞれ継承したものと言える。
マイクロンには大分して、中・大型TFとセットになったパートナーマイクロンと、三体一組のマイクロンチームがある。マイクロンチームの中には三体での合体機能を持つものもある。

## 設定

### マイクロン伝説
400万年以上前にセイバートロン星に突如現れた新種のトランスフォーマー。合体（エボリューション）することによりトランスフォーマーに新たな力を与えることからサイバトロンとデストロンの間でマイクロンの争奪戦が繰り広げられた。総じて戦いが嫌いな性格のため、400万年前に戦乱の続くセイバートロン星を宇宙船で脱出し、地球に不時着した。その正体は、ユニクロンの細胞から生まれたトランスフォーマーであった。

### スーパーリンク
マイクロン戦争終結後に、大半のマイクロンが新天地を求め宇宙へ旅立ったが、一部のマイクロンはそのまま留まった。

### ギャラクシーフォース
惑星ギガロニア出身のトランスフォーマーで、ほとんどは同じギガロニアに住む巨大トランスフォーマーたちと共生しており、建築作業においては細かい作業などを担っている。ホップらは宇宙で遭難したところをベクタープライムに助けられ、以後彼と共に旅をしていた。第45話に出てきた博物館の解説によると、元々ギガロニアのトランスフォーマーたちは進化に伴い身体サイズが大きくなる傾向にあったが、巨大化の弊害に直面した結果、もう一つの進化の形として小型トランスフォーマーであるマイクロンが誕生したという経緯となっている。

### Transformers: Classics
サイバトロン星からデーモン（Demon）とミュータント（Mutant）を根絶するためにラストオートボット（Last Autobot）によって創造された。

### Transformers: Exodus
サイバトロン星の二つの月出身の小型トランスフォーマー。従来と違いMiniconとダッシュ無しで表記される。またレーザービーク、フレンジーなどの別シリーズではカセットロンとされていたキャラも含まれる。

### プライム
『超ロボット生命体 トランスフォーマー プライム』の世界における最初の13人のプライムの中には最初のマイクロン（Mini-Con）が存在した（プライマスも参照）。日本版玩具のみの展開として「アームズマイクロン」が付属。またテレビ本編終了後にミニコーナー『アームズマイクロン劇場』が放され、第21話から第52話（最終話）までは本編のアイキャッチにも登場している。また日本版ではScrapletというキャラクターが英語でマイクロンを意味するミニコンと翻訳された。

### マイクロン一覧
| IDナンバー                                                                  | 名前                                                                  | 原語名前                                                              | ビークルモード、ビーストモード、ウェポンモード | サイバトロン（オートボット） / デストロン（ディセプティコン）         |
| トランスフォーマー マイクロン伝説（2003年）（タイムピリオド：2010年）       | トランスフォーマー マイクロン伝説（2003年）（タイムピリオド：2010年） | トランスフォーマー マイクロン伝説（2003年）（タイムピリオド：2010年） | トランスフォーマー マイクロン伝説（2003年）（タイムピリオド：2010年）                                                                              | トランスフォーマー マイクロン伝説（2003年）（タイムピリオド：2010年） |
| --------------------------------------------------------------------------- | --------------------------------------------------------------------- | --------------------------------------------------------------------- | --- | --------------------------------------------------------------------- |
| MX-00                                                                       | バグ                                                                  | Dead-End                                                              | 衛星 | デストロン                                                            |
| MX-01                                                                       | ミラー                                                                | Mirror                                                                | トランスフォームできない。 | デストロン                                                            |
| MC-01                                                                       | プライム                                                              | Sparkplug                                                             | スポーツカー（ランボルギーニ・ディアブロ）、銃 | サイバトロン                                                          |
| MC-02                                                                       | フック                                                                | Longarm                                                               | クレーン車 | サイバトロン                                                          |
| MC-03                                                                       | ジョルト                                                              | Jolt                                                                  | ヘリコプター | サイバトロン                                                          |
| MC-04                                                                       | リフト                                                                | Liftor                                                                | フォークリフト（リフトカー） | サイバトロン                                                          |
| MC-06                                                                       | サージ                                                                | Over-Run                                                              | ジェット機 | サイバトロン                                                          |
| MC-06B                                                                      | スウィープ                                                            | Run-Over                                                              | ジェット機 | デストロン                                                            |
| MC-07                                                                       | ダート                                                                | Rollbar                                                               | バギー | サイバトロン                                                          |
| MC-08                                                                       | ターボ                                                                | Incinerator                                                           | ドラッグカー（レーシングカー） | サイバトロン                                                          |
| MC-09                                                                       | ソナー                                                                | Cometor                                                               | 探査車 | サイバトロン                                                          |
| MC-10                                                                       | チャー                                                                | Nightbeat                                                             | オートバイ | サイバトロン                                                          |
| MC-11                                                                       | スパークリフト                                                        | Refute                                                                | フォークリフト（リフトカー） | サイバトロン                                                          |
| MC-12                                                                       | スパークフック                                                        | Super Longarm                                                         | クレーン車 | サイバトロン                                                          |
| MC-13                                                                       | スパークジョルト                                                      | Super Jolt                                                            | ヘリコプター | サイバトロン                                                          |
| MD-01                                                                       | バレル                                                                | Leader-1                                                              | 自走砲（戦車）、銃 | デストロン                                                            |
| MD-02                                                                       | グリッド                                                              | Swindle                                                               | フォーミュラ1（F1（エフワン）カー） | デストロン                                                            |
| MD-03                                                                       | サーチ                                                                | Blackout                                                              | 誘導レーダー車（ミニタンク） | デストロン                                                            |
| MD-04                                                                       | キャノン                                                              | Crumplezone                                                           | 戦車 | デストロン                                                            |
| MD-05                                                                       | サンダー                                                              | Inferno                                                               | 耕耘機（輸送起立発射機） | デストロン                                                            |
| MD-06                                                                       | ソニック                                                              | Ramjet                                                                | 戦闘機（ラファール戦闘機） | デストロン                                                            |
| MD-07                                                                       | ホーク                                                                | Wind-Sheer                                                            | ステルス機（F-117航空機） | デストロン                                                            |
| MD-08                                                                       | スパークバレル                                                        | Clench                                                                | 自走砲（戦車）、銃 | デストロン                                                            |
| MD-09                                                                       | スパークグリッド                                                      | Super Swindle                                                         | フォーミュラ1（F1（エフワン）カー） | デストロン                                                            |
| MD-10                                                                       | スパークサーチ                                                        | Super Blackout                                                        | 誘導レーダー車（ミニタンク） | デストロン                                                            |
| MM-01                                                                       | ストリートアクションマイクロン（バンブル）                            | Street Action Mini-Con Team（Perceptor）                              | バイク（ウィーリー） スケートボード（バンク） スクーター（アーシー）                                                                               | サイバトロン                                                          |
| MM-02                                                                       | エアディフェンスマイクロン（スターセイバー）                          | Air Defense Mini-con Team（The Inferno）                              | ジャンボジェット（ソニック・クルーザー）（ジェッター） ジェット機（コンコルド）（マッハ） スペースシャトル（スペースビークル）（シャトラー）       | サイバトロン                                                          |
| MM-03                                                                       | ランドミリタリーマイクロン                                            | Land Military Team                                                    | ミサイルトレーラー（自走砲）（ボム） 双発のミサイルタンク（臼砲）（クラック） 装甲車（ショット）                                                   | サイバトロン                                                          |
| MM-04                                                                       | デストラクションマイクロン                                            | Destruction Mini-Con Team                                             | 切削機（バケットホイール型掘削車）（ホイール） ドリル建設車（ドリル戦車）（クラッシュ） ミサイルタンク（対空戦車）（ダスター）                     | サイバトロン                                                          |
| MM-05                                                                       | レースマイクロン（コスモテクター）                                    | Race Mini-Con Team（The Skyboom Shield）                              | インディーカー（インディー） オフロードカー（ラリーカー）（ドリフト） ロードレースカー（プロトタイプカー）（スピン）                               | サイバトロン                                                          |
| MM-06                                                                       | ストリートスピードマイクロン                                          | Street Speed Mini-Con Team                                            | アメリカンセダン（キャデラック・EVOQ）（オート） イタリアンスポーツカー（サリーン・S7）（ニトロ） ベンツ（メルセデス・ベンツ Eクラス）（ジーク）   | サイバトロン                                                          |
| MM-11                                                                       | エアミリタリーマイクロン                                              | Air Military Mini-Con Team                                            | 超音速偵察機（ステルス戦闘機）、クロー（リーコン） ステルス戦闘機（ステルス爆撃機）、手裏剣（フレイム） 輸送機（爆撃機）、ガトリング砲（グライド） | デストロン                                                            |
| MM-13                                                                       | スペースマイクロン（アストロブラスター）                              | Space Mini-Con Team（The Requiem Blaster）                            | 衛星（宇宙ステーション）（ミール） ロケット（アポロ） ロケット輸送車（ロケットトランスポーター）（ムーブ）                                         | サイバトロン                                                          |
| MM-15                                                                       | シーマイクロン                                                        | Sea Mini-Con Team                                                     | モーターボート（高速艇）（ノット） ソーラーボート（セイル） ホバークラフト（フロート）                                                             | デストロン                                                            |
| MM-16                                                                       | アドベンチャーマイクロン                                              | Adventure Mini-Con Team                                               | バギー（スパイク） 雪上車（ジャンク） SUV（ウィンチ）                                                                                              | サイバトロン                                                          |
| MM-17                                                                       | エアアサルトマイクロン（ダークセイバー）                              | Aerial Extermination Mini-Con Team（The Vorpal Saber）                | ジャンボジェット（ソニック・クルーザー）（ジャック） ジェット機（コンコルド）（マッド） スペースシャトル（スペースビークル）（シェード）           | デストロン                                                            |
| MM-20                                                                       | エマージェンシーマイクロン                                            | Emergency Mini-Con Team                                               | 消防車、ミサイルポッド（ドラフト） パトカー、ハンドガン（プロール） チルトローター機、ダブルガトリングランチャー（ツイスト）                       | サイバトロン                                                          |
| MB-01                                                                       | ロッド                                                                | Drop-Test                                                             | ランボルギーニ・ディアブロ | サイバトロン                                                          |
| MB-02                                                                       | アトラス                                                              | Atlas                                                                 | ランボルギーニ・ディアブロ | サイバトロン                                                          |
| LINK-01                                                                     | スーパースタントマイクロン                                            | Super Stunt Team                                                      | メルセデス・ベンツ Eクラス（サーボ） キャデラック・EVOQ（レッドライン） サリーン・S7（フラットアウト）                                             | サイバトロン                                                          |
| LINK-02                                                                     | トップギア                                                            | Top-Gear                                                              | インディーカー | デストロン                                                            |
| LINK-03                                                                     | ミッドシップ                                                          | Midship                                                               | ラリーカー | デストロン                                                            |
| LINK-04                                                                     | テイルスライド                                                        | Tailslide                                                             | プロトタイプカー | デストロン                                                            |
| LINK-05                                                                     | ファルシア                                                            | Falcia                                                                | ステルス戦闘機 | サイバトロン                                                          |
| LINK-06                                                                     | コンバスタ                                                            | Combusta                                                              | 爆撃機 | サイバトロン                                                          |
| LINK-07                                                                     | トゥワール                                                            | Twirl                                                                 | ステルス爆撃機 | サイバトロン                                                          |
| LINK-08                                                                     | フリーブート                                                          | Freeboot                                                              | ホバークラフト | デストロン                                                            |
| LINK-09                                                                     | ビルジ                                                                | Bilge                                                                 | 高速艇 | デストロン                                                            |
| LINK-10                                                                     | サンバーン                                                            | Sunburn                                                               | ソーラーボート | デストロン                                                            |
| LINK-11                                                                     | キングボルト                                                          | Kingbolt                                                              | パトカー | サイバトロン                                                          |
| LINK-12                                                                     | インパルサー                                                          | Impulsor                                                              | ティルトローター | サイバトロン                                                          |
| LINK-13                                                                     | クェンチ                                                              | Quench                                                                | 消防車 | サイバトロン                                                          |
| トランスフォーマー スーパーリンク（2004年）（タイムピリオド：2020年）       |                                                                       |                                                                       | |                                                                       |
| SD-02                                                                       | サーチ                                                                | Blackout                                                              | 誘導レーダー車（ミニタンク） | デストロン                                                            |
| SD-03                                                                       | キャノン                                                              | Crumplezone                                                           | 戦車 | デストロン                                                            |
| SD-04                                                                       | ソニック                                                              | Ramjet                                                                | 戦闘機（ラファール戦闘機） | デストロン                                                            |
| SC-08                                                                       | エネルゴンセイバー                                                    | The Energon Saber                                                     | ジャンボジェット（ソニック・クルーザー）（レーザー） ジェット機（コンコルド）（パルス） スペースシャトル（スペースビークル）（ビーム）             | サイバトロン                                                          |
| SC-09                                                                       | クリフジャンパー                                                      | Perceptor                                                             | バギー（チャージ） バイク（ホッパー） ホバークラフト（ランウェイ）                                                                                 | サイバトロン                                                          |
| MB-01                                                                       | クローム                                                              | Chrome                                                                | スポーツカー（ランボルギーニ・ディアブロ） | サイバトロン                                                          |
| MB-02                                                                       | サイリスタ                                                            | Road-Rebel                                                            | スポーツカー（ランボルギーニ・ディアブロ） | サイバトロン                                                          |
| MB-03                                                                       | シナプス                                                              | Synapse                                                               | スポーツカー（ランボルギーニ・ディアブロ） | サイバトロン                                                          |
| MB-04                                                                       | レンズ                                                                | Lens                                                                  | スペースシャトル | サイバトロン                                                          |
| MB-05                                                                       | クォンタム                                                            | Quantum                                                               | ジェット機（コンコルド） | サイバトロン                                                          |
| MB-06                                                                       | ビーコン                                                              | Snowblind                                                             | ジェット機（ソニック・クルーザー） | サイバトロン                                                          |
| MB-07                                                                       | マイル                                                                | Mile                                                                  | 高速艇 | サイバトロン                                                          |
| MB-08                                                                       | ホバー                                                                | Hover                                                                 | ホバークラフト | サイバトロン                                                          |
| MB-09                                                                       | ソーラー                                                              | Solar                                                                 | ソーラーボート | サイバトロン                                                          |
| MB-10                                                                       | トルク                                                                | Torque                                                                | SUV | サイバトロン                                                          |
| MB-11                                                                       | クランチ                                                              | Crunch                                                                | バギー | サイバトロン                                                          |
| MB-12                                                                       | スポイル                                                              | Spoil                                                                 | 雪上車 | サイバトロン                                                          |
| MB2-01                                                                      | セイバー                                                              | Barnstorm                                                             | ジェット戦闘機 | サイバトロン                                                          |
| MB2-02                                                                      | プロセッサ                                                            | Flashdrive                                                            | ジェット戦闘機 | サイバトロン                                                          |
| MB2-03                                                                      | トライアック                                                          | Triac                                                                 | ジェット戦闘機 | サイバトロン                                                          |
| MB2-04                                                                      | エフェクト                                                            | Effect                                                                | 爆撃機 | サイバトロン                                                          |
| MB2-05                                                                      | シーカー                                                              | Seeker                                                                | ステルス爆撃機 | サイバトロン                                                          |
| MB2-06                                                                      | ブリッツ                                                              | Blitz                                                                 | ステルス戦闘機 | サイバトロン                                                          |
| MB2-07                                                                      | クラスター                                                            | Cluster                                                               | 消防車 | サイバトロン                                                          |
| MB2-08                                                                      | ローター                                                              | Rotor                                                                 | ティルトローター | サイバトロン                                                          |
| MB2-09                                                                      | グルーブ                                                              | Groove                                                                | パトカー | サイバトロン                                                          |
| MB2-10                                                                      | ブレーキ                                                              | Breakage                                                              | バイク | サイバトロン                                                          |
| MB2-11                                                                      | ダンパー                                                              | Mudbath                                                               | バギー | サイバトロン                                                          |
| MB2-12                                                                      | フィルター                                                            | Kickflip                                                              | ホバークラフト | サイバトロン                                                          |
| トランスフォーマー ギャラクシーフォース（2005年）（タイムピリオド：202X年） |                                                                       |                                                                       | |                                                                       |
| GC-03                                                                       | ルーツ                                                                | Safeguard                                                             | 戦闘機、銃 | サイバトロン                                                          |
| GC-07                                                                       | マイクロンチーム                                                      | Recon Mini-Con Team                                                   | ヘリコプター（ホップ） 4WD（キャデラック・エスカレードEXT）（バンパー） スーパーカー（トヨタ・GT-One）（ブリット）                                 | サイバトロン                                                          |
| GC-08                                                                       | オートマイクロン                                                      | Street Speed Mini-Con Team                                            | スーパーカー（キャデラック・EVOQ）（スロー） スーパーカー（サリーン・S7）（シアーナ） スーパーカー（メルセデス・ベンツ Eクラス）（ガゼンダ）       | サイバトロン                                                          |
| GC-23                                                                       | ホリブル                                                              | Drill-Bit                                                             | 削岩車 | サイバトロン                                                          |
| GF-USA-03                                                                   | キリブル                                                              | Stripmine                                                             | レーザー工作機（ドリル型掘削機） | サイバトロン                                                          |
| GF-USA-04                                                                   | ブルブル                                                              | Heavy-Load                                                            | ブルドーザー（ショベルダンプ） | デストロン                                                            |
| MB-01                                                                       | バグジェネラル                                                        | Dead-End General                                                      | 衛星 | デストロン                                                            |
| MB-02                                                                       | バグドローン                                                          | Dead-End Drone                                                        | 衛星 | デストロン                                                            |
| MB-03                                                                       | ゲージ                                                                | Skidmark                                                              | オートバイ | デストロン                                                            |
| MB-04                                                                       | クランプ                                                              | Grip-Lock                                                             | グリッパー車 | サイバトロン                                                          |
| MB-05                                                                       | トリガー                                                              | Heavy-Barrel                                                          | 戦車 | デストロン                                                            |
| MB-06                                                                       | レンチ                                                                | Wrench                                                                | ドラッグカー | サイバトロン                                                          |
| MB-07                                                                       | ソケット                                                              | Socket                                                                | トヨタ・GT-One | サイバトロン                                                          |
| MB-08                                                                       | プライヤー                                                            | Plier                                                                 | キャデラック・エスカレードEXT | サイバトロン                                                          |
| MB-09                                                                       | ビット                                                                | Bit                                                                   | ヘリコプター | サイバトロン                                                          |
| MB-10                                                                       | ダイス                                                                | Dice                                                                  | キャデラック・EVOQ | サイバトロン                                                          |
| MB-11                                                                       | ジャッキ                                                              | Jack                                                                  | メルセデス・ベンツ Eクラス | サイバトロン                                                          |
| MB-12                                                                       | プラグ                                                                | Plug                                                                  | サリーン・S7 | サイバトロン                                                          |
| トランスフォーマー プライム（2012年 - 2013年）（タイムピリオド：今年）      |                                                                       |                                                                       | |                                                                       |
| AM-01                                                                       | オーピー                                                              | O.P.                                                                  | ブラスター | オートボット                                                          |
| AM-02                                                                       | ビーツー                                                              | B.2                                                                   | ツインカノン | オートボット                                                          |
| AM-03                                                                       | シエル                                                                | C.L.                                                                  | 三連カノン（ガトリングガン） | オートボット                                                          |
| AM-04                                                                       | アルエ                                                                | R.A.                                                                  | ブレード | オートボット                                                          |
| AM-05                                                                       | ゴラ                                                                  | Gora                                                                  | ゴリラ、ブレードカノン | ディセプティコン                                                      |
| AM-06                                                                       | バロ                                                                  | Balo                                                                  | バッファロー、手裏剣 | ディセプティコン                                                      |
| AM-07                                                                       | グル                                                                  | Gul                                                                   | イーグル（鷲）、プラズマカノン | ディセプティコン                                                      |
| AM-08                                                                       | ジダ                                                                  | Jida                                                                  | クロヒョウ、ビッグソー | ディセプティコン                                                      |
| AM-09                                                                       | コンドル&ゾリ                                                         | Laserbeak & Zori                                                      | 鳥（コンドル） サソリ、フレキシブルロッド（ゾリ）                                                                                                  | ディセプティコン                                                      |
| AM-10                                                                       | ベーハー                                                              | B.H.                                                                  | レッキングボール | オートボット                                                          |
| AM-11                                                                       | アルク                                                                | Arc                                                                   | エッジブレード | オートボット                                                          |
| AM-12                                                                       | ザム                                                                  | Zamu                                                                  | サイ、ハンマー | ディセプティコン                                                      |
| AM-13                                                                       | グラ                                                                  | Gra                                                                   | カニ、スピア | ディセプティコン                                                      |
| AM-14                                                                       | ノジ                                                                  | Noji                                                                  | イノシシ、ビームガン | ディセプティコン                                                      |
| AM-15                                                                       | ハデス                                                                | Hades                                                                 | コウモリ、メテオサイズ | ディセプティコン                                                      |
| AM-16                                                                       | イグ                                                                  | Igu                                                                   | イグアナ、ビームガン | ディセプティコン                                                      |
| AM-17                                                                       | ソウ                                                                  | Sou                                                                   | サークルソー | オートボット                                                          |
| AM-18                                                                       | イダ                                                                  | Ida                                                                   | セアカゴケグモ、ハンドクロー | ディセプティコン                                                      |
| AM-19                                                                       | ボグ                                                                  | Bogu                                                                  | モグラ、クロー | ディセプティコン                                                      |
| AM-20                                                                       | アイロ                                                                | Iro                                                                   | カノン | オートボット                                                          |
| AM-22                                                                       | ジグ                                                                  | Jigu                                                                  | サメ、キャノン | ディセプティコン                                                      |
| AM-23                                                                       | ウージ                                                                | Wuji                                                                  | 刀 | オートボット                                                          |
| AM-24                                                                       | マギ                                                                  | Magi                                                                  | カマキリ、ツインブレード | ディセプティコン                                                      |
| AM-25                                                                       | ギザ                                                                  | Giza                                                                  | ノコギリザメ、バトルブレード | ディセプティコン                                                      |
| AM-26                                                                       | エスツー                                                              | S.2                                                                   | アロー（クロスボウ） | オートボット                                                          |
| AM-27                                                                       | ウルマ                                                                | Ulma                                                                  | ハンマー | オートボット                                                          |
| AM-28                                                                       | エルピー                                                              | L.P.                                                                  | ブラスター | オートボット                                                          |
| AM-29                                                                       | ビド                                                                  | Bido                                                                  | カブトムシ、レーザーカノン | ディセプティコン                                                      |
| AM-30                                                                       | ダゴR                                                                 | Dago-R                                                                | タコ、ハンマー | ディセプティコン                                                      |
| AM-31                                                                       | ダゴF                                                                 | Dago-F                                                                | タコ、ハンマー | ディセプティコン                                                      |
| AM-32                                                                       | オズ                                                                  | Ozu                                                                   | マンモス（ゾウ）、キャノン（グレネードランチャー）                                                                                                 | ディセプティコン                                                      |
| AM-33                                                                       | シャドウガブ シャドウバル シャドウダイ                                | Shadow Gabu Shadow Baru Shadow Dai                                    | カブトガニ、ダブルブレード（シャドウガブ） ファルコン、ワイドブレード（ナタ）（シャドウバル） ワニ、ロケットランチャー（シャドウダイ）             | ディセプティコン                                                      |
| AM-34                                                                       | イグS                                                                 | Igu-S                                                                 | イグアナ、ビームガン | ディセプティコン                                                      |
| AMW-01                                                                      | ガブ                                                                  | Gabu                                                                  | カブトガニ、ダブルブレード | ディセプティコン                                                      |
| AMW-02                                                                      | バル                                                                  | Baru                                                                  | ファルコン、ワイドブレード（ナタ） | ディセプティコン                                                      |
| AMW-03                                                                      | ダイ                                                                  | Dai                                                                   | ワニ、ロケットランチャー | ディセプティコン                                                      |
| AMW-07                                                                      | プラル                                                                | Pral                                                                  | ジャベリン（槍） | オートボット                                                          |
| AMW-08                                                                      | サイス                                                                | Sais                                                                  | アックス（斧） | オートボット                                                          |
| AMW-09                                                                      | ジェイズ                                                              | Jayz                                                                  | スピアランス | オートボット                                                          |
| GAM-03                                                                      | ザド                                                                  | Zad                                                                   | ヤモリ、斧 | ディセプティコン                                                      |
| GAM-04                                                                      | ゴブ                                                                  | Gob                                                                   | コブラ、チェーンソー | ディセプティコン                                                      |
| GAM2-04                                                                     | ダド                                                                  | Dado                                                                  | カメ、盾 | ディセプティコン                                                      |
| GAM3-04                                                                     | ドボ                                                                  | Dobo                                                                  | トンボ、ガトリングガン | ディセプティコン                                                      |

## 販売形態
玩具の販売形態は大別して以下のようなものがある。小型で安価なことから、通常商品の他に限定版が多数存在する。
- 中・大型トランスフォーマーとセット（パートナーマイクロン、アームズマイクロン）。

セットとなるトランスフォーマーとの連動がメイン。『マイクロン伝説』ではほぼ全てのキャラクターに付属していたが、続く『スーパーリンク』では付属したのは前作にも登場したキャラクターだけであった。『ギャラクシーフォース』ではベクタープライムと惑星ギガロニアのキャラクターに付属した。『プライム』では日本版のみの仕様として、組み立て式のランナー状態で付属した。
- 三体一組のブリスターパック（マイクロンチーム）。

エアディフェンスマイクロンは航空機、レースマイクロンならレーシングカーといった具合に、チームごとにモチーフが統一されている。『マイクロン伝説』においては中・大型TFにマイクロンチームがセットとなったものも販売された。
- 単品ブラインドボックス（マイクロンブースター）

既存商品の塗装変更品。
- 単品オープンパッケージ（アームズマイクロン）

セット商品と成形色が違うもの、または新規商品がランナー状態で販売された。
- カプセルトイ（アームズマイクロン）

新規金型で『プライム』劇中登場キャラクター、または爬虫類、昆虫をモチーフにしたマイクロンが販売された。
- 食玩（マイクロンギャラクシー、アームズマイクロン）

タカラトミーではなくカバヤから発売された。一見、既存商品と塗装が一部違うだけだが、金型はカバヤ独自のものを使用している。「アームズマイクロン」はタカラトミーアーツからカプセルトイ版と同じ物が発売された。
- その他関連商品の付録

『マイクロン伝説』では、アニメのDVDや主題歌CDに付属。また児童向け雑誌てれびくんの付録にもなっている。他に、メインの商品展開終了からかなり後の2008年8月、缶コーヒーBOSSのコンビニ販売品にトランスフォーマーのフィギュアが付属するキャンペーンが展開されたが、このラインナップに日本で発売されていなかったマイクロン（塗装変更品）が含まれていた。
- 小売店などでのキャンペーン品

トイザらスやジャスコ、イトーヨーカドーなどで、TF関連商品を購入すると限定マイクロンが1個プレゼントされるキャンペーンが展開された。